# Лечими, Серж
Серж Лечими (фр. Serge Letchimy; род. 13 января 1953, Гро-Морн, Мартиника) — французский политик, председатель исполнительного совета Мартиники (с 2021 года).

## Биография
Родился 13 января 1953 года в Гро-Морне.
В 1984 году окончил Университет Париж IV Сорбонна, где изучал географию, а также получил докторскую степень по градостроительству. В 1988 году возглавил смешанную государственно-частную компанию по благоустройству административного центра Мартиники города Фор-де-Франс (Société d’économie mixte d’aménagement de la ville de Fort-de-France, SEMAFF), которая в 1999 году получила золотой приз как лучшая смешанная компания за проект комплексного развития района Треней (Trénelle) в Фор-де-Франс. В 2000 году оставил руководство компанией, решив баллотироваться в муниципальный совет Фор-де-Франс.
С 1992 по 1998 год являлся депутатом департаментского совета от Мартиникской прогрессивной партии, в 2001 году избран мэром города Фор-де-Франс и председателем Агломерации коммун центра Мартиники (первую из этих должностей сохранял до 2010 года, вторую — до 2008). В 2004 году избран в региональный совет, в 2007 году впервые избран в Национальное собрание Франции от 3-го округа Мартиники (вошёл в социалистическую фракцию парламента), а 26 марта 2010 года стал председателем регионального совета Мартиники.
13 декабря 2015 года возглавляемая Лечими коалиция проиграла второй тур региональных выборов блоку сторонников независимости Мартиники во главе с Альфредом Мари-Жаном с результатом 45,86 % (в 2010 году Лечими одолел Мари-Жана, получив около 48 %).
27 июня 2021 года новая встреча постоянных соперников во втором туре очередных региональных выборов увенчалась победой Лечими, которого поддержали 37,72 % избирателей (за Мари-Жана проголосовали 35,27 %).
2 июля 2021 года избран председателем исполнительного совета Мартиники.

## Труды
- De l’habitat précaire à la ville : l’exemple martiniquais, préface de Aimé Césaire, Paris, Éditions L’Harmattan, 1992, 149 p.
- Discours sur l’Autonomie, Matoury, Ibis Rouge Éditions, 2002, 168 p.
- Sur la route de la trace — Avec Aimé Césaire, Le Square Éditeur — juillet 2014, 193 p. ISBN 979-10-92217-11-7